# Hermodice picta
Hermodice picta är en ringmaskart som beskrevs av Johan Gustaf Hjalmar Kinberg 1857. Hermodice picta ingår i släktet Hermodice och familjen Amphinomidae. Inga underarter finns listade i Catalogue of Life.